# Ancien palais de justice de Gand
L'ancien palais de justice de Gand (en néerlandais : Oud Gerechtsgebouw), ainsi nommé pour le distinguer du nouveau palais de justice de Gand (nl), est un palais de justice qui se dresse sur la Koophandelsplein de la ville belge de Gand.

## Historique
Le palais de justice a été construit à l'emplacement d'un ancien couvent des Récollets. Les récollets sont un sous-ordre de l'ordre des franciscains. Le monastère a été démoli en 1797-1799, après quoi l'espace vacant a été utilisé pour tenir un marché deux fois par semaine.
Le palais de justice a été construit de 1836 à 1846, conçu par l'architecte de la ville Louis Roelandt (1786-1864) dans un style néoclassique avec des éléments de la Renaissance florentine. La façade de l'édifice est accentuée par un fronton sur colonnes corinthiennes.
Le plan au sol mesurait 55 × 66 m. Le sous-sol et le rez-de-chaussée étaient prévus pour des marchands avec des entrepôts et une bourse, entre autres. Les étages supérieurs étaient destinés aux services judiciaires. Comme ces services sont devenus trop petits au fil du temps, l'État a décidé d'acheter le bâtiment en 1898. La foire a été transférée sur le Kouter en 1900.
Ce qui est remarquable dans ce bâtiment, c'est l'espace intérieur central au premier étage (57 mètres de long, 15 mètres de large et 21 mètres de haut), surnommé la « salle des pas perdus ». Les avocats et leurs clients allaient et venaient dans cette pièce jusqu'à ce que leur cause puisse être plaidée. La salle a également été utilisée pour des festivités et des concerts. Cependant, il n'était pas très adapté puisque tout le bâtiment avait été construit sans chauffage.
En 1926, un énorme incendie a détruit tout l'intérieur. Seuls les murs extérieurs sont restés debout.
En 1930, le palais de justice est reconstruit sous la direction de l'architecte M. De Vaere. La décoration intérieure a été entièrement renouvelée. La partie centrale est maintenant devenue une cour avec des couloirs spacieux et bien éclairés tout autour, de sorte que les halls et les bureaux à l'intérieur reçoivent plus de lumière. Le nombre de salles utilisables est passé de 58 à 100. Lors de la reconstruction, il a été décidé d'équiper le fronton de la façade d'un groupe de sculptures, qui n'a été installé qu'en 1961.
Le bâtiment a été protégé en tant que monument en 1995.
Depuis 2007, après le déménagement de la plupart des services dans le nouveau palais de justice du quartier Rabot (nl), seule la cour d'appel est abritée dans cet édifice.

## La Justice
En 1950, après un concours, la réalisation d'une frise pour combler le fronton est confiée au sculpteur gantois Geo Verbanck (1881-1961). Geo Verbanck considérait cette mission comme l'un des plus grands défis de sa longue carrière. 
La frise reçoit le nom de La Justice. Thémis, la déesse grecque de la justice et de l'état de droit, tient d'une main la balance qui doit peser le bien et le mal, de l'autre elle serre une impressionnante épée de justice. À gauche, l'accusé la regarde implorant, tandis que pour l'accusé à droite, le jugement a déjà été rendu. La frise mesure 14 mètres de large et Thémis mesure 2,85 mètres de haut. Plus de 3 tonnes de bronze ont été nécessaires pour couler l'œuvre.
Le groupe de sculptures a été achevé en 1953. L'intention était de placer cette œuvre dans le fronton à l'occasion des Floralies gantoises en 1955. Cependant, il a fallu attendre octobre 1961 avant que l'installation ne soit lancée.

## Plaque commémorative pour Pierre de Gand
L'un des résidents les plus célèbres du monastère franciscain démoli était Pierre de Gand (1480-1572). C'était un missionnaire flamand actif au Mexique. Il fut le premier missionnaire chrétien du Nouveau Monde et y fonda la première école européenne. Il était connu comme un défenseur des intérêts de la population indienne locale et a dénoncé à plusieurs reprises les abus causés par les conquistadors à la cour espagnole.
Le 13 juin 1948, de grandes festivités ont eu lieu à Gand pour commémorer Pierre de Gand.
Une plaque commémorative sur le mur latéral du palais de justice, du côté du Nederkouter, a été solennellement dévoilée en présence de divers ministres et du bourgmestre de Gand. L'architecte Valentin Vaerwyck était responsable de la conception. Le sculpteur Geo Verbanck a réalisé le médaillon du portrait et les armoiries de Gand et de Mexico.

## Galerie

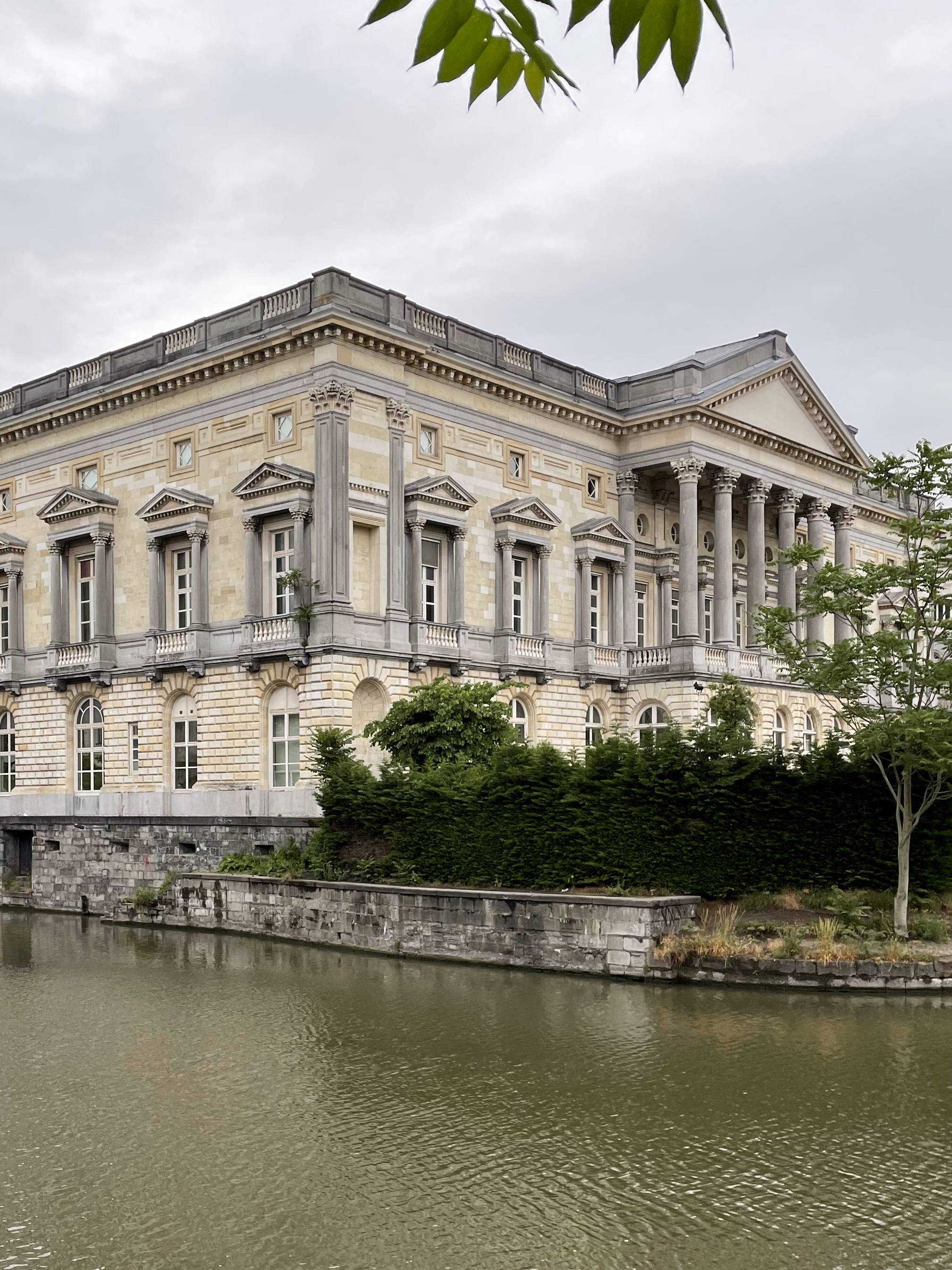
La façade arrière de l'ancien palais de justice, de la Recollettenlei.
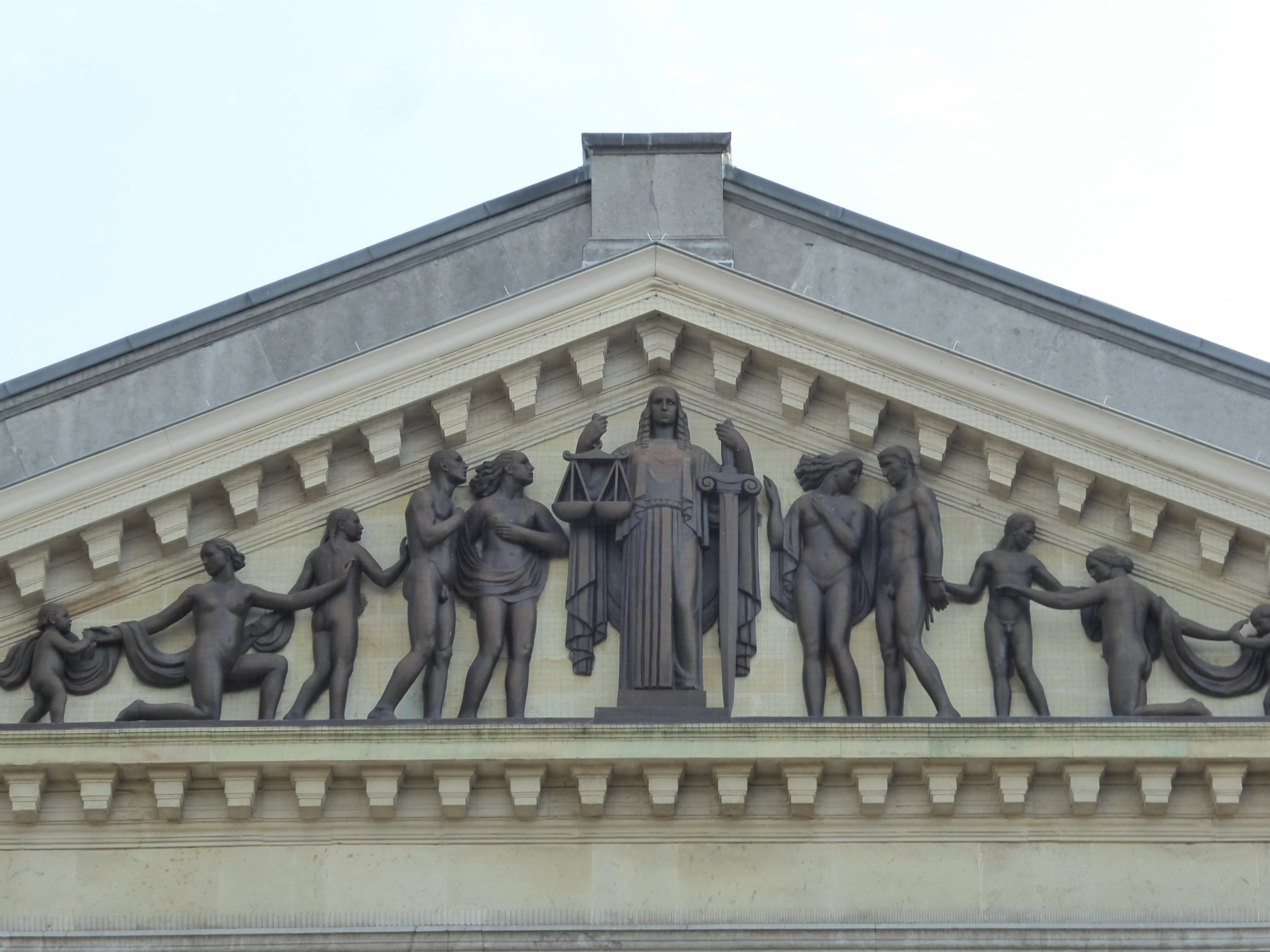
Le groupe de sculptures La Justice
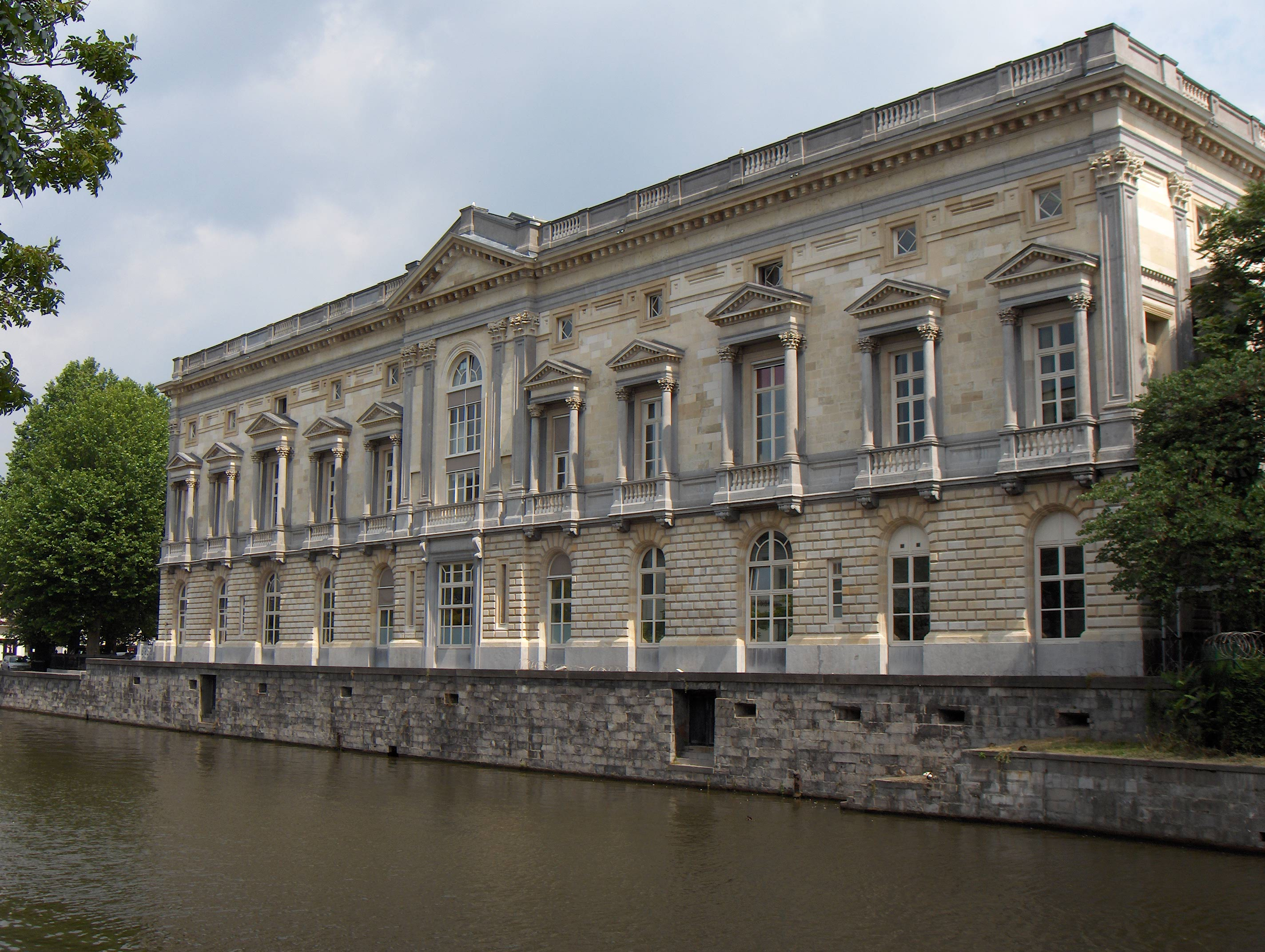
La façade latérale
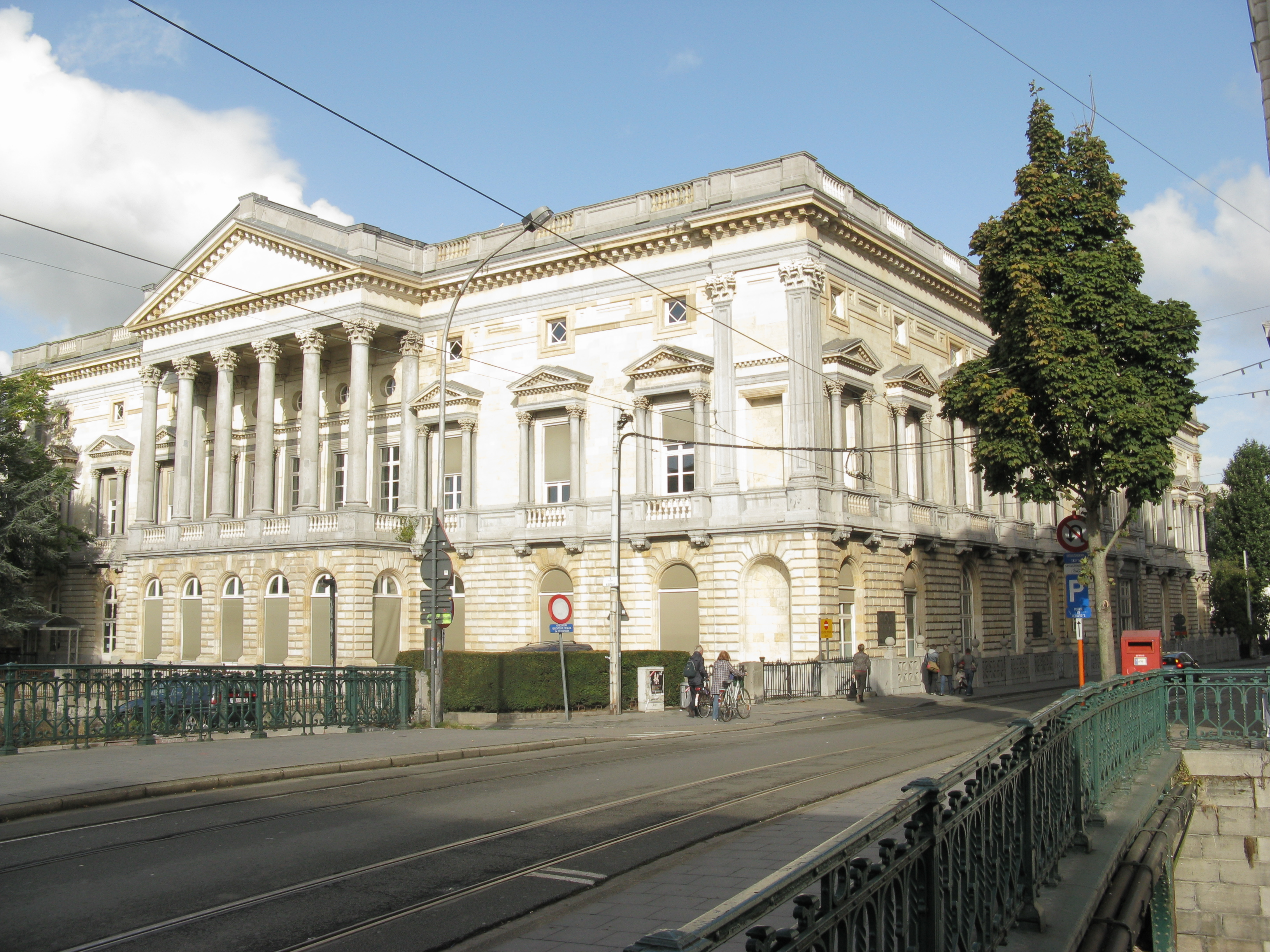
La façade arrière
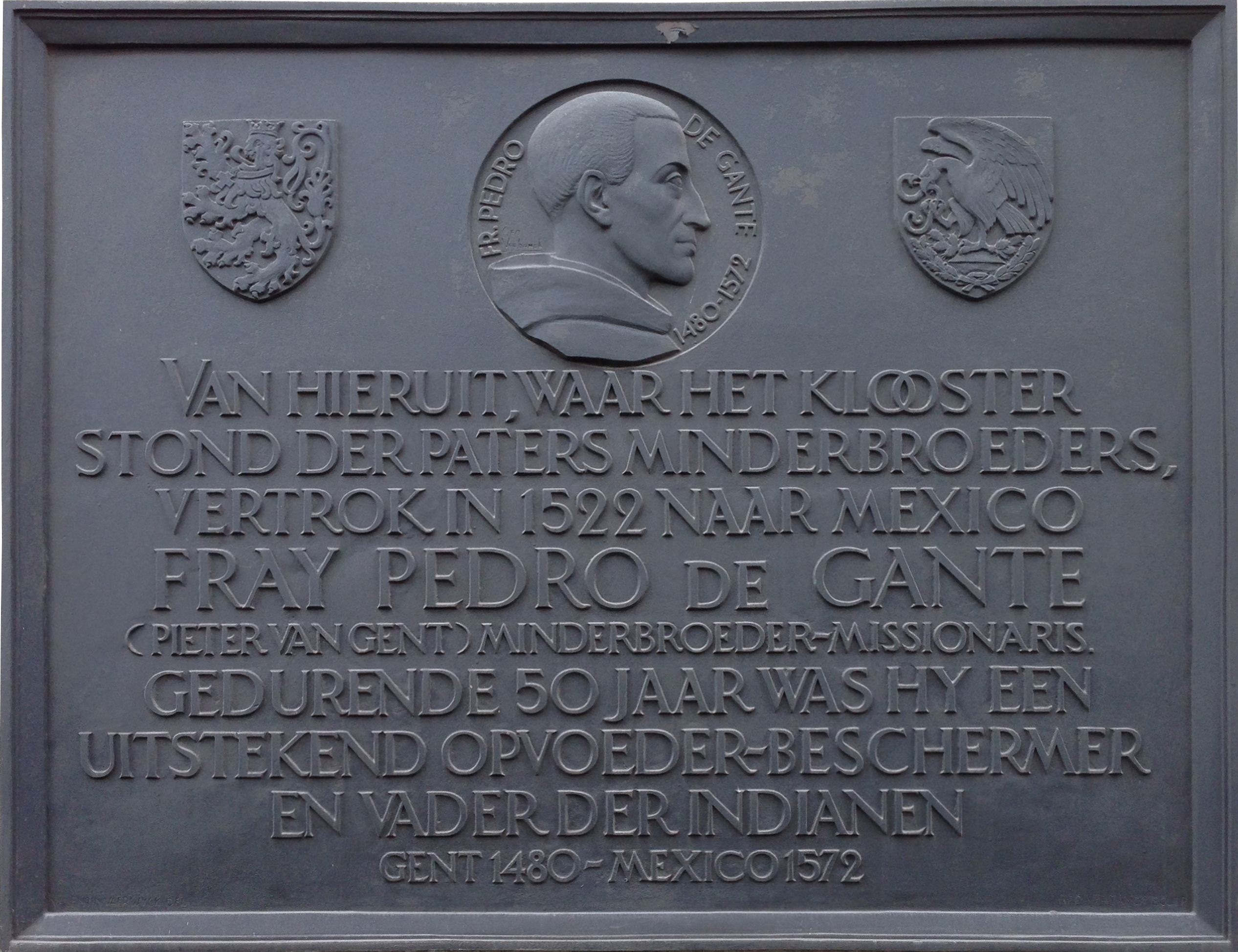
La plaque commémorative de Pierre de Gand